# Frank Sullivan
Francis Gerald „Frank” Sullivan (ur. 26 lipca 1898 w Toronto, zm. 8 stycznia 1989 tamże) – kanadyjski hokeista, złoty medalista zimowych igrzysk olimpijskich w Sankt Moritz.
Jego brat Joseph również był hokeistą, mistrzem olimpijskim z 1928.